# Kuzman Șapkarev
Kuzman Anastasov Șapkarev (în bulgară Кузман Анастасов Шапкарев; n. 1 februarie 1834, Ohrid, Imperiul Otoman – d. 18 martie 1909, Sofia, Regatul Bulgariei) a fost un folclorist, etnograf și om de știință bulgar din Macedonia otomană, autor de cărți și studii etnografice și o figură importantă în Renașterea națională a Bulgariei.

## Biografie
S-a născut în Ohrid în 1834. A fost profesor în numeroase școli bulgare în Orhid, Bitola, Prilep, Kukuș, Salonic (1854-1883). În aceste orașe a fost în special activ în introducerea limbii bulgare în școlile locale. El a inițiat înființarea a doua licee bulgare în Solun în 1882-1883.
Șapkarev a contribuit la numeroase reviste și ziare bulgare: Tsarigradski vestnik („Ziarul de Constantinopol”), Gaida („Cimpoi”), Macedonia, Pravo („Dreptul”), Savetnik („Sfătuitorul”), Balgarska pcela („Albina bulgară”) și altele. A colaborat cu revoluționarul Gheorghi Rakovski și în domeniul etnografiei i-a asistat pe Frații Miladinov.
Dupa 1883 a trăit în Rumelia Orientală și Bulgaria, în Plovdiv, Sliven, Stara Zagora, Vraca și Orhanie. Pe lângă ocupația de om de știință și funcționar public în Bulgaria, a lucrat ca notar și judecător.
Din 1900 a fost membru al Academiei Bulgare de Științe.
Cartea sa autobiografică este intitulată „Materiale pentru renașterea spiritului național bulgar în Macedonia.”
Primul său fiu, Kliment, a fost unul dintre activiștii principali ai Organizației Revoluției Interne din Macedonia, iar al doilea, Ivan, a fost un ofițer cu grad înalt în Armata Bulgară.

## Onoruri
- Contrafortul Șapkarev de pe Coasta Fallières, Antarctica este numit după el.